# Ernestina Lecuona
Ernestina Lecuona Casado (Matanzas, 16 de enero de 1882 - La Habana, 3 de septiembre de 1951) fue una compositora, pianista y docente cubana.

## Biografía
Ernestina Lecuona y Casado era hija del periodista Ernesto Lecuona Ramos (Santa Cruz de Tenerife, 1854 - Santa Cruz de Tenerife, 1902), quien había emigrado en 1880 a la ciudad de Matanzas ―la Atenas de Cuba―, 100 km al este de La Habana. Allí se casó con Elisa Casado Bernal (1862-1931) el 7 de noviembre de 1885.
Ernesto y Elisa tuvieron doce hijos, de los cuales sobrevivieron solo siete: Luis, José, Elisa, Ernestina, Fernando, Teodoro y Ernesto. Su hermano menor era el pianista y compositor Ernesto Lecuona (1895-1963). El guitarrista y compositor cubano Leo Brouwer (1939-) es nieto de Ernestina Lecuona.
Cuando Ernestina era niña, su familia se radicó en la villa de Guanabacoa, una pequeña localidad histórica a 10 km al sureste de la capital cubana.
Allí su padre desarrolló una notable labor periodística, fundamentalmente como director del diario El Comercio, Político y Mercantil, de La Habana. Ernestina empezó a estudiar piano con Antonio Planas en la academia de música del Centro Asturiano de La Habana, y los continuó en el Conservatorio Municipal de Música de La Habana (hoy Conservatorio Amadeo Roldán).
En 1895, cuando Ernestina tenía 13 años de edad, nació su hermano Ernestito (1895-1963) a quien enseñaría piano desde su más tierna edad.

Con suavidad, pero también con rigor y disciplina, se dedicó a formar al incipiente pianista que emergía en la modesta casa de la calle Cerería [ahora calle Estrada Palma] en Guanabacoa, quien, a los tres años, se sentaba al piano de sus hermanas y, utilizando los cinco dedos de la mano derecha y uno de la mano izquierda, se afanaba por tocar a pesar de no tener el más elemental conocimiento de la música. Ernestina con su piano y Elisa con su bandurria tenían la casa de Cerería siempre llena de música.
Carmela de León

En 1897, a los 15 años de edad, Ernestina compuso su primera obra, Luisa (habanera), que ese mismo año fue publicada por la editorial de Anselmo López y distribuida ampliamente en Cuba y España.
Se siguió perfeccionando en el piano con la profesora francesa madame Lucía Calderón, que había enseñado en el Conservatorio de París y acababa de instalarse en La Habana en esa primera década del siglo XX.
En 1902, cuando Ernestito tenía siete años, su padre Ernesto ―de 48 años de edad― decidió trasladarse a Santa Cruz de Tenerife, su ciudad natal, para descansar. Un mes después se enteraron de que había muerto solo ocho días después de haber llegado.
Muy joven aún, Ernestina contrajo matrimonio con el médico de origen franco-holandés Juan Bautista Brouwer Etchecopar, quien llegó a Cuba a finales del siglo XIX y ejerció como profesor en la Escuela de Medicina Veterinaria de la Universidad de La Habana en la primera mitad del siglo XX. Tuvieron cuatro hijos: Elisa, Julieta, Ángel y Juan Bautista (este último sería el padre del guitarrista y compositor Leo Brouwer). La crianza de estos niños la obligó a abandonar su carrera musical durante largo tiempo. El piano de la casa quedó al servicio de su hermano Ernesto, a cuyos estudios e inicial carrera de concertista apoyaron ella y Brouwer.
En 1928 ―ya con 46 años de edad―, con sus hijos ya crecidos, Ernestina Lecuona, impulsada por su hermano ―ubicado entonces en la cumbre de su popularidad como pianista y compositor― retomó su faceta de compositora, letrista, pianista y acompañante de cantantes líricos nacionales y extranjeros en radioemisoras y teatros. Ese año dio a conocer el bolero Anhelo besarte.
A la usanza de los trovadores tradicionales de fines del siglo XIX y principios del XX, realizó contestaciones a obras de otros creadores. De tal manera, al Te odio de Félix B. Caignet respondió con su criolla ¿Me odias? (1928), estrenada en La Habana por el tenor italiano Leo Micheluzzi.

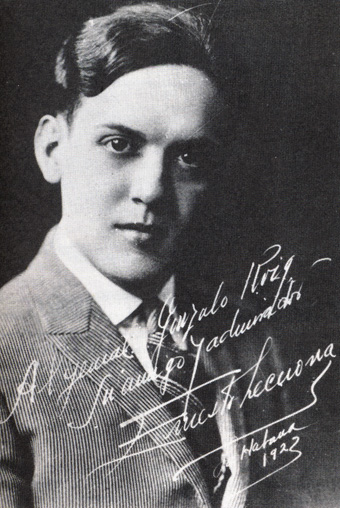
Ernesto Lecuona en 1922.

Desde su posición destacada como reconocida pianista acompañante, apoyó las carreras de varias jóvenes cantantes habaneras:

Fui presentada a Ernesto Lecuona cuando sus hermanas Elisa y Ernestina me llevaron a su casa, donde conocí a su mamá. Allí, Lecuona me propuso una tournée por Oriente, y el 11 de diciembre de 1929 salimos para Santiago de Cuba. Debuté el 13 de diciembre en el teatro Vista Alegre. La presentación era muy buena, con dos grandes pianos y el acompañamiento de Ernesto y Ernestina. El Canto indio me lo enseñó Lecuona tarareándomelo, en el tren, y así lo aprendí y lo canté: sin ensayo.
Rosario García Orellana (cantante, 1905-1997)

En el mes de marzo de 1931 llegan ambos hermanos a México, donde triunfan con sus excelentes interpretaciones bajo la supervisión de Elisa Casado. Estando en México los sorprende un lamentable hecho: la muerte de su madre. Tras el fallecimiento, Ernestina Lecuona participa como pianista en un espectáculo de música cubana integrado por otros músicos y artistas cubanos, dirigidos por Ernesto.
En 1932, Ernestina conoció en la CMCA a la cantante habanera Esther Borja (1913-2013), y la integró a un programa de radio dirigido por ella, donde interpretaba canciones de la pianista. Cuando Ernestina la llevó a su casa salió de un cuarto una ancianita tocando las paredes (porque era ciega) y preguntó: «Ernestina, ¿quién está cantando?». Y Ernestina le contestó: «Es una jovencita que vino para que yo la escuchara, tía Carmen». Y la señora expresó: «¡Ay, Ernestina, cuando Ernestico la oiga!». Y Esther pensó: «¡Eso mismo es lo que yo necesito!».
En esa primera audición con Ernestina, esta fue a su cuarto, trajo unas cuantas partituras, las tocó al piano y le sugirió que las aprendiera para su repertorio. Eran obras de María Cervantes (1885-1981), Fernando Anckermann Rafart (1890-1933), Eduardo Sánchez de Fuentes (1874-1944), y otras grandes figuras.
El 3 de agosto de 1935 formó parte de un concierto de música cubana celebrado en el Teatro Auditórium de La Habana (hoy Teatro Auditorium Amadeo Roldán), en el que interpretó La comparsa de Ernesto Lecuona, con un novedoso arreglo para ocho pianos, doce pianistas, voces y orquesta.
Hizo, además, innumerables presentaciones con su hermano, quien le dedicó tres de sus obras: Danza negra, Mi vida es soñar (bolero) y Anhelo besarte (bolero).
En 1936, la Unión Panamericana la invitó a visitar Estados Unidos, donde entre el 11 y el 17 de diciembre presentó varias de sus composiciones en el teatro Cervantes, de Nueva York, con la colaboración de la soprano mexicana Margarita Cueto. En esa semana también acompañó con el piano al tenor mexicano Tito Guízar (1908-1999), quien cantó su canción Cierra, cierra los ojos en la radio NBC. En Estados Unidos se puso en contacto con la cantante angloestadounidense Jessica Dragonette (1900-1980), quien añadió a su repertorio operístico algunas obras de la pianista.
En 1936, Ernestina viajó a Buenos Aires (Argentina) con su hermano Ernesto, la cantante Esther Borja ―a la sazón de 23 años― y el cantautor y pianista Ignacio Villa ―más conocido como Bola de Nieve―. Después de Argentina viajaron a Santiago de Chile, y regresaron a La Habana. Pocos meses después hicieron otra gira por Panamá, Perú, Chile, Argentina, Uruguay y Brasil. Recorrieron en una gira por casi todos los países de América Latina: Argentina, Brasil, Chile, Perú y Uruguay donde alcanzaron cierta popularidad. Al regresar a Cuba en 1937 fundó en La Habana la Orquesta de Conciertos, compuesta solo por mujeres. Con ella tocó ―dirigiendo desde el piano― en el Teatro Alkázar. En 1938 realizaron conciertos en el Teatro Nacional de Cuba.
En 1936 realizó su primera gira por Argentina, en compañía de Ernesto, Esther Borja y Bola de Nieve. Repitieron la visita en 1937, 1938 y 1940.
Entre 1940 y 1942 hizo varias giras por Sudamérica, con su hermano Ernesto y con Bola de Nieve en una gira por casi todos los países de América Latina: Argentina, Brasil, Chile, Perú y Uruguay donde alcanza cierta popularidad.
En Argentina fue incorporada a SADAIC (Sociedad Argentina de Autores y Compositores).
En 1942, la alcaldía de Matanzas la proclamó «Hija Eminente de Matanzas».
A veces tocaba a dúo a cuatro manos con su hermano en estaciones de radio y en salas de conciertos como el Carnegie Hall (en 1948).
Como pedagoga se dedicó a la enseñanza del piano en su propia casa.
Falleció en La Habana, el 3 de septiembre de 1951, a los 69 años de edad.
En 1957, su amiga la cantante habanera Esther Borja grabó en La Habana el LP Esther Borja interpreta canciones inolvidables de Ernestina Lecuona, con orquesta y arreglos de Humberto Suárez.

## Obra
Abarcó varios géneros musicales: canciones, canciones-boleros, criollas-boleros, fantasías-criollas, guajiras, valses, danzones, himnos, berceuses (canciones de cuna), sones, y sobre todo, boleros. Autora de las letras de muchas de sus famosas creaciones, utilizó también versos de conocidos poetas de la época como los cubanos
- Rosa A. Cohalla,
- Esther Costales,
- Miguel de Grandy,
- Luis Ángel de la Cruz Muñoz,
- Ernesto Montaner,
- Mary Morandeyra,
- Celia Pérez Belinchón,
- Arturo Alfonso Roselló y
- Gustavo Sánchez Galarraga,

y de los poetas argentinos Raquel Abrisqueta y Juan Clauso.
Sin embargo, a pesar de esta multiplicidad de autores, en su obra no se evidencian grandes diferencias, pues los poemas se inscribían siempre en la misma tendencia literaria, por lo cual conservaban similares líneas temáticas, motivos y recursos.
Algunas otras piezas selectas incluyen:
- Ahora que eres mío (canción-bolero, 1936).
- Amarte es mi destino (bolero).
- Amor tardío (canción).
- Anhelo besarte (bolero).
- Anhelo besarte (canción).
- Bésame con ternura (criolla-bolero).
- Cierra, cierra los ojos (canción).
- Como yo te quiero (canción).
- Cuando duermes (canción).
- Dame otro beso
- El alma de un beso (criolla-bolero).
- El diablito (son).
- En tus brazos (criolla-bolero).
- Himno a María Inmaculada (himno).
- Himno a Santa Teresa de Jesús (himno).
- Jardín azul[7]
- Junto al río (canción).
- Junto al río (fantasía-criolla).
- Luisa (habanera).
- Me engañaste (criolla-bolero).
- ¿Me odias? (canción).
- Mi sueño eres tú (bolero).
- Mi vida eres tú (canción).
- Mi vida es soñar (bolero).
- No lo dudes (bolero, 1932).
- No lo dudes (canción-bolero).
- Oye mi son (son).
- Pancho y Ramona (danzón).
- ¿Por qué me dejaste? (bolero).
- ¿Por qué no me quieres? (canción).
- ¿Por qué no me quieres? (criolla-bolero).
- Punto cubano (guajira).
- ¿Sabes cómo te quiero? (canción).
- Solo a ti te quiero (canción).
- Solo un beso (criolla-bolero).
- Tal vez tú nunca sepas (canción).
- Te has cansado de mi amor (canción-bolero).
- Tus besos de pasión (bolero).
- Tú serás en mis noches (bolero).
- Tú serás en mis noches (canción).
- Vamos al Wajay (son).
- Ya que te vas (bolero).

### Intérpretes de sus obras
Varias de sus obras musicales tuvieron notables intérpretes en las voces de
- Fernando Albuerne
- Pilar Arcos
- Daniel Arroyo
- Juan Arvizu
- Esther Borja
- Hortensia Coalla
- Tito Coral
- Margarita Cueto
- Miguel de Grandy
- Maruja González
- Tito Guízar
- Rita Montaner
- Tomasita Núñez
- Mercedes Simone
- Adolfo Utrera
- Pedro Vargas